# Perdiu boscana de David
La perdiu boscana de David (Arborophila davidi) és una espècie d'ocell de la família dels fasiànids (Phasianidae) que habita les terres baixes que hi ha al llarg de la frontera entre el sud del Vietnam i l'est de Cambotja.